# Калви дел'Умбрия
Ка̀лви дел'У̀мбрия (на италиански: Calvi dell'Umbria) е село и община в Централна Италия, провинция Терни, регион Умбрия. Разположено е на 401 m надморска височина. Населението на общината е 1942 души (към 2010 г.).